# Que deviendront-ils ?

Que deviendront-ils ? est un documentaire télévisé sociologique de Michel Fresnel constitué de douze épisodes, de 60 minutes chacun, réalisés sur un rythme annuel entre 1984 et 1993. Dix épisodes diffusés sur Antenne 2 (puis France 2), puis deux épisodes spéciaux en 1996 diffusés sur La Cinquième, produits par Sylvie Genevoix.

## Sources d'inspiration

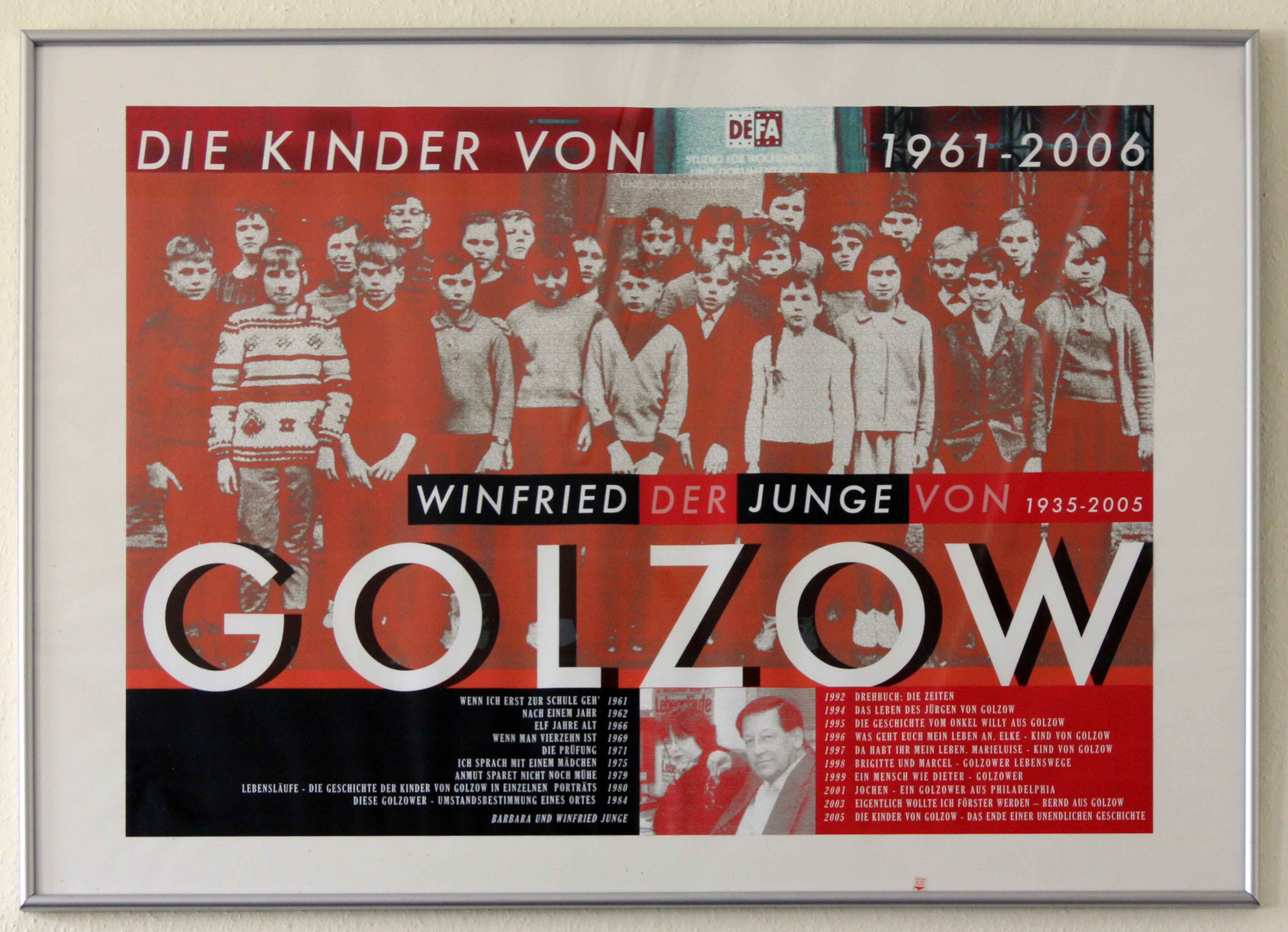
Affiche du film sur Golzow

Le concept du documentaire Que deviendront-ils ? est inspiré par ceux développés dans deux autres pays. Depuis 1961, en République démocratique allemande, le film documentaire Die Kinder von Golzow suit la vie des élèves d'une classe de l'école de Golzow dans le Brandebourg sur une idée de Karl Gass.
Par ailleurs, la série britannique Seven Up ! de films documentaires réalisés par Michael Apted suit la vie de quatorze enfants à partir de leurs sept ans depuis 1964. Ce documentaire de huit épisodes couvre 49 années (un épisode tous les sept ans). Les enfants ont été sélectionnés pour représenter un éventail des différents milieux socio-économiques du Royaume-Uni de 1964, avec l'hypothèse explicite que la classe sociale prédétermine l'avenir de chaque enfant. Tous les sept ans, le réalisateur, Michael Apted, a filmé ceux qui choisissaient de participer parmi les quatorze protagonistes. Le but de la série est indiqué au début de Seven Up ! : « Pourquoi avons-nous rassemblé ces enfants ensemble, parce que nous voulons avoir un aperçu de l'Angleterre de l'an 2000. Le délégué syndical et le cadre d'entreprise de l'an 2000 ont à présent sept ans. »

## Concept du documentaire
Les élèves d'une classe de sixième du collège-lycée Paul-Valéry à Paris ont été suivis, pendant dix ans, par la caméra de Michel Fresnel et la journaliste Hélène Delebecque. Les épisodes se focalisent particulièrement sur six élèves : Valérie, Florent, Ingrid, Jérôme, Philippe et Franck. Ils exposent leur quotidien, leurs espoirs et désillusions, année après année. Au cours du temps, certains élèves décident de ne pas apparaître dans certains épisodes puis d'être à nouveau présents plus tard dans la série.
Trois ans après la fin de la série documentaire en septembre 1993, Que deviendront-ils ? se voit ajouter deux épisodes supplémentaires en septembre 1996. Le premier est consacré à Philippe, Ingrid et Jérôme ; le second à la seule Valérie.
Ce documentaire, unique dans l'histoire de la télévision française, aborde sur un peu plus d'une décennie l'évolution de la personnalité de jeunes adolescents entre 11 et 21 ans, à travers leurs rapports à l'école, le milieu social dans lequel ils évoluent, et la place que la société peut leur faire et à laquelle elle les prépare durant les années 1980.

## Épisodes
1. Épisode 1 : diffusé le 1er avril 1984[2] sur Antenne 2
2. Épisode 2 : diffusé le 7 avril 1985[3] sur Antenne 2
3. Épisode 3 : diffusé le 23 avril 1986[4] sur Antenne 2
4. Épisode 4 : diffusé le 9 mars 1987[5] sur Antenne 2
5. Épisode 5 : diffusé le 18 avril 1988[6] sur Antenne 2
6. Épisode 6 : diffusé le 18 mai 1989[7] sur Antenne 2
7. Épisode 7 : diffusé le 15 octobre 1990[8] sur Antenne 2
8. Épisode 8 : diffusé le 10 avril 1991[9] sur Antenne 2
9. Épisode 9 : diffusé le 5 septembre 1992[10] sur France 2
10. Épisode 10 : diffusé le 23 juin 1993[11] sur France 2
11. Épisode 11 : diffusé le 7 septembre 1996[12] sur La Cinquième
12. Épisode 12 : diffusé le 14 septembre 1996[13] sur La Cinquième

## Émissions corollaires
Le 9 juin 1993 sur France 3, La Marche du siècle présentée par Jean-Marie Cavada consacre une émission spéciale au programme en invitant les principaux protagonistes et leurs proches, ainsi que le réalisateur, pour tirer un bilan de cette expérience sociologique et télévisuelle avant la diffusion de l'ultime numéro de la série la semaine suivante.
Le 22 novembre 2020, Patrick Cohen consacre son émission Rembob'INA sur La Chaîne parlementaire à cette série documentaire en analysant avec deux anciens protagonistes, Valérie Goupil et Florent Michel, l'impact de ce travail inédit de Michel Fresnel à la télévision française ainsi que sur leurs vies personnelles vingt-cinq ans après le dernier épisode.
Par ailleurs, la chaine Arte décide en 2011 de produire un documentaire similaire consacré à de jeunes danseurs de l'opéra de Paris, entrés en 2011 comme petits rats dans l'institution puis suivis tous les cinq ans dans un nouveau volet de la série Graines d'étoiles réalisé par Françoise Marie. Le premier épisode, intitulé Graines d’étoiles est diffusé en 2012, le deuxième Graines d’étoiles… cinq ans après en 2017 et le troisième Graines d'étoiles, les années de maturité en 2022.